# اوریو لیتا
اوریو لیتا (به ایتالیایی: Orio Litta) یک کومونه در ایتالیا است که در استان لودی واقع شده‌است.

## خصوصیات
اوریو لیتا ۹٫۹ کیلومترمربع مساحت و ۱٬۹۸۲ نفر جمعیت دارد.